# Atammik
Atammik – miejscowość na zachodnim wybrzeżu Grenlandii, w gminie Qeqqata.
W 2011 roku mieszkały w niej 203 osoby.